# قهقه‌های مینی و چاقالو
قهقه‌های مینی و چاقالو (انگلیسی: Fatty and Minnie He-Haw) یک فیلم کوتاه کمدی به کارگردانی و بازیگری راسکو آرباکل است که در سال ۱۹۱۴ منتشر شد.

## گزیدهٔ بازیگران
- راسکو آرباکل
- مینی دِوِرو
- ادوارد دیلان
- مینتا دارفی
- فرانک هیز
- هری مک‌کوی
- اسلیم سامرویل
- جوزف سوئیکارد